# Státní půjčovna vlaků (Česko)
Státní půjčovna vlaků měla podle záměru ministra dopravy České republiky Dana Ťoka z května 2016 vzniknout v souvislosti s výběrovými řízeními státu a krajů na provozování osobní železniční dopravy a v souvislosti s evropskými dotacemi na nákup vlaků z operačního programu Doprava II. Podle tohoto záměru by si soupravy pro nadregionální dopravu nekupovali přímo dopravci, ale stát, který by je pak dopravci půjčoval. Stát by v jednom výběrovém řízení vybral dodavatele vlaků, v jiném výběrovém řízení dopravce na jednotlivých linkách a v jiném výběrovém řízení společnost, která by zajišťovala údržbu vlaků. Podle informace ze srpna 2016 nebylo ještě o centrálním nákupu vlaků a zřízení státní půjčovny rozhodnuto, ale ministerstvo projekt v základních bodech rozpracovalo. Podobný model podle ministrova náměstka funguje například v Dolním Sasku nebo ve Švédsku.

## Postoje k záměru
Zatímco soukromé dopravní společnosti Leo Express a RegioJet plán uvítaly, proti byly České dráhy a jejich odboráři a také kraje (s výjimkou Jihomoravského). 
Podle RegioJetu se jedná o správnou a transparentní cestu. LEO Express považuje centrální nákup za nejefektivnější ve vztahu k jiným variantám. Podle obou dopravců toto řešení prospěje otevírání trhu veřejné dopravy, což podle Leo Expressu přinese vyšší tlak na kvalitu služeb i na snížení nákladů na provoz. Odpadnou tím případy jako je problematická dotace Českým drahám na vlaky pro linku R13 Brno–Břeclav–Olomouc, přestože je trasa obsluhovaná dvěma dopravci komerčně a tedy není účelné ji dotovat.  RegioJet plán sice vítá, ale pokud by neprošel, je připraven  do nových vozidel investovat tři miliardy korun.
Odboráři z ČD vyjádřili obavy o svá pracovní místa i o kvalitu dopravy, která utrpí odtržením provozu od údržby. Podle Českých drah je nesmyslné, že by dopravce neručil za údržbu vozidel. Dopravce by se tak dostal do role pouhé personální agentury, která by poskytovala personál pro vlak, ale v podstatě by neručil za poskytované služby, tedy kvalitu a provozuschopnost vlaku. Podle Jaroslava Pejši, předsedy Odborového svazu dopravy (OSŽ), by bezplatné půjčování vlaků dopravcům znamenalo porušení pravidel EU o nedovolené podpoře, zatímco pokud by stát vlaky půjčoval za komerční cenu, pak by celý plán státní půjčovny pozbyl smyslu a vozidla by si mohli koupit rovnou dopravci. Zástupci Odborového sdružení železničářů se shodli na společném jednání se zástupci ČSSD, že  záměr ministerstva může ohrozit zaměstnanost v železniční dopravě a může vyvolat situaci, kdy kvůli tlaku na nízké mzdové náklady dojde k ohrožení bezpečnosti provozu na železnici, bude-li nabídka na zajištění dopravních služeb postavena pouze na základě ceny lidské práce. Návrh podle odborářů znamená zásadní znevýhodnění Českých drah a bude znamenat nulovou bariéru pro vstup nových subjektů do oblasti železniční osobní dopravy, což bude vytvářet riziko neodhalení jeho dostatečné dlouhodobé odbornosti a solventnosti. Stát se podle nich zbavuje jakékoliv odpovědnosti za pořízení vozidel, za stav vozidel z hlediska bezpečnosti, revizí vozidel, údržby a náklady na zajištění údržby, efektivní využití vozidel a podobně.
Generální ředitel Českých drah Pavel Krtek řekl, že ČD mají propracovaný systém údržby vozidel, mají na to kapacity a znají všechny předpisy a povinnosti provozovatele a majitele drážních vozidel, a položil řečnickou otázku, zda toto všechno umí stát a má na to personální a technické kapacity.
Proti záměru se postavily kraje. Hejtman Moravskoslezského kraje a místopředseda Asociace krajů ČR Miroslav Novák (ČSSD) jménem všech krajů označil plán za „šílený“ a vytkl ministerstvu dopravy, že od května 2015, kdy Evropská komise schválila Operační program Doprava 2 (OPD 2), nebylo schopné vypsat ani jednu dotační výzvu na pořízení nových regionálních vlaků, přičemž dosavadní přístup ministerstva může mít negativní dopad na kvalitu a bezpečnost základní dopravní obslužnosti v kraji. Asociace krajů ČR koncem srpna 2016 vyjádřila s Ťokovým záměrem nesouhlas a chtěla jednat s předsedy stran vládní koalice. Na Novákovu výtku mluvčí ministerstva namítl, že projekt státní půjčovny vlaků nemá žádný vliv na čerpání peněz na vozový park v regionální dopravě a je naprosto účelové ho spojovat s jednáním o prostředcích pro kraje, krajům bylo využití půjčovny nabídnuto pouze jako možnost. V Pardubickém kraji proti záměru brojil bývalý českodrážní odborový předák Jaromír Dušek, náměstek pardubického hejtmana pro dopravu, který se vyjádřil: „Je to tunel. Stát má 170 let České dráhy a jejich know-how a teď chce vyvést tyto činnosti na jiné.
Prezident republiky Miloš Zeman v září 2016 po setkání se „zástupci oblasti železniční dopravy“ (současnými i bývalými odboráři Českých drah, bývalými i současnými pracovníky Správy železnic a manažery firem, které se zabývají železničním podnikáním, například výrobou kolejových vozidel) v České Třebové v rámci svého třídenního turné po Pardubickém kraji novinářům řekl, že si odnáší negativní zkušenost s nápadem půjčovny železničních vagonů pro soukromé firmy a myslí si, že odborníci snesli řadu argumentů proti tomuto návrhu.
ČSSD ústy svého dopravního experta Jana Birkeho označila záměr státní půjčovny vlaků za ekonomicky nesmyslný. ČSSD chtěl žádat na mimořádném jednání sněmovního podvýboru pro dopravu vysvětlení záměru, stav přípravy, harmonogram dalšího postupu, ekonomická rozvaha projektu a legislativní podklady. Podle Birkeho je projekt špatně načasovaný a hrozí, že se jej nepodaří včas realizovat, což by mohlo ohrozit čerpání peněz. Podle ČSSD jedná Ťok v rozporu s vládním usnesením, podle něhož má jeho úřad vypsat standardní dotační výzvy na podporu modernizace vozového parku na železnici, úředníci ministerstva jednají o záměru bez vládního mandátu s úředníky Evropské komise a jejich nezávazná stanoviska pak při jednání s kraji vydávají za stanovisko Evropské komise.
Záměr zpochybnil i Ťokův stranický šéf a ministr financí Andrej Babiš, který položil řečnickou otázku, proč částečně za evropské dotace nakupovat vlaky a pak je pronajímat, když je možné raději za evropské peníze stavět dálnice a další velmi potřebné věci.
V meziresortním připomínkovém řízení se proti návrhu ministerstva dopravy postavilo především ministerstvo zemědělství, vedené Marianem Jurečkou (KDU-ČSL), které kopíruje námitky Českých drah.

## Rozsah nákupů
Podle zprávy z května 2016 chtělo ministerstvo dopravy v příštích letech investovat do nových souprav 20 miliard korun s výrazným přispěním evropských peněz a vlaky hodlalo nakoupit samo. Na konci léta 2016 chtělo vyhlásit soutěž na dieselové jednotky pro rychlíkové tratě a v tendru vybrat firmu, která se o vlaky bude starat třicet let. Nakonec chtělo uspořádat veřejnou soutěž na dopravce, který s vlaky bude jezdit 10 až 15 let a za jejich údržbu bude platit. Jednou z hlavních výhod měla být úspora peněz vyplývající z toho, že půjde o velkou soutěž na předem stanovený počet kusů, zatímco České dráhy dosud nakupují vozy hlavně pomocí rámcových smluv.
Podle zprávy ze srpna 2016 mělo ministerstvo dopravy údajně pro nákup vlaků schválených 300 milionů euro (cca 8 miliard korun), ale po dohodě s kraji předložilo vládě ke schválení pravidla programu, který počítá s navýšením prostředků na 17,8 miliard korun s tím, že na regionální dopravu by bylo možné čerpat cca 10,9 miliard korun. Z evropských dotací je možno hradit 85 % ceny, 15 % musí hradit objednatel. Podle zprávy z počátku listopadu 2016 se velkolepé představy o evropských dotacích přesahujících 15 miliard korun podle materiálu, který 1. listopadu 2016 ministerstvo dopravy poslalo do meziresortního připomínkového řízení, uskrovnily na 8 miliard Kč, resp. 300 milionů eur, z toho cca 5 miliard na rychlíkové linky a 3 miliardy na regionální. Současně byl v materiálu upraven harmonogram chystaných výběrových řízení na rychlíkové linky. Z plánu zcela vypadly dotace na pořízení dieselových souprav, například pro rychlíky Liberec–Pardubice či Liberec–Ústí nad Labem, protože podle stanoviska Evropské komise lze dotovat nové vlaky pouze na tratích, které byly modernizovány a kde proběhla veřejná soutěž na provozovatele. Na těchto tratích nebude stát při výběru dopravce požadovat nová vozidla.
Rozjezd státní půjčovny vlaků má na starosti Jan Paroubek, který dříve působil na Českých drahách, pak stál u startu soukromých dopravců RegioJet a Leo Express. Koncepci nákupu vlaků za použití evropských dotací zpracovává na ministerstvu dopravy ministerstvu podřízený podnik Cendis.
Státní půjčovna vlaků byla původně zamýšlena především pro linky nadregionální dopravy. Ministerstvo dopravy původně krajům zapojení do projektu státní půjčovny nabídlo s odůvodněním výrazných slev při hromadném nákupu, kraje však neměly zájem. Kraje se mohou samy rozhodnout, jakým způsobem si vlaky pořídí, a Evropská komise si neklade podmínku, že by se musely do centrálního nákupu připojit. Podmínkou však je, že vlaky pořízené z dotací musí jezdit na linkách, kde dopravce bude vybrán v soutěži.
Podle redaktora iDnes Jana Sůry se po dlouhé době neozývají ani hlasy, které by zpochybňovaly samotnou soutěž na nákup vlaků, že by byla šita některými ukazateli na míru některým uchazečům.

## Jihomoravský kraj
Jihomoravský kraj chce vlaky pro dopravce rovněž koupit sám. Prostřednictvím společnosti MT Legal vypsal soutěž na nákup 31 elektrických jednotek, které pak bude pronajímat dopravcům. Má jít o 25 elektrických jednotek nejméně pro 310 lidí a 6 posilových nejméně pro 140 cestujících, hodnota zakázky činí 5,5 miliardy korun. Vlaky mají být dodány v druhé polovině roku 2019 a výrobce má poskytovat plný servis vlaků na dalších třicet let.
Mluvčí Českých drah řekl, že ČD dávají přednost konceptu, kdy majitelem vozidel je dopravce, neboť vlastnictví vozidel považuje za konkurenční výhodu, ale respektují rozhodnutí krajů a nabízejí dlouholeté know-how v oblasti provozu a provozní údržby vlakových souprav.
Podmínkou nákupu vlaků Jihomoravským krajem je však získání evropské dotace, a ty v době vypsání soutěže na nákup vlaků ještě nebyly jisté, s ohledem na snížení čerpané částky z 15 na 8 miliard Kč v posledním materiálu ministerstva dopravy.